# Clérey-sur-Brenon
Clérey-sur-Brenon ist eine französische Gemeinde mit 57 Einwohnern (Stand: 1. Januar 2022) im Département Meurthe-et-Moselle in der Region Grand Est (vor 2016 Lothringen). Sie gehört zum Arrondissement Nancy und zum Kanton Meine au Saintois.

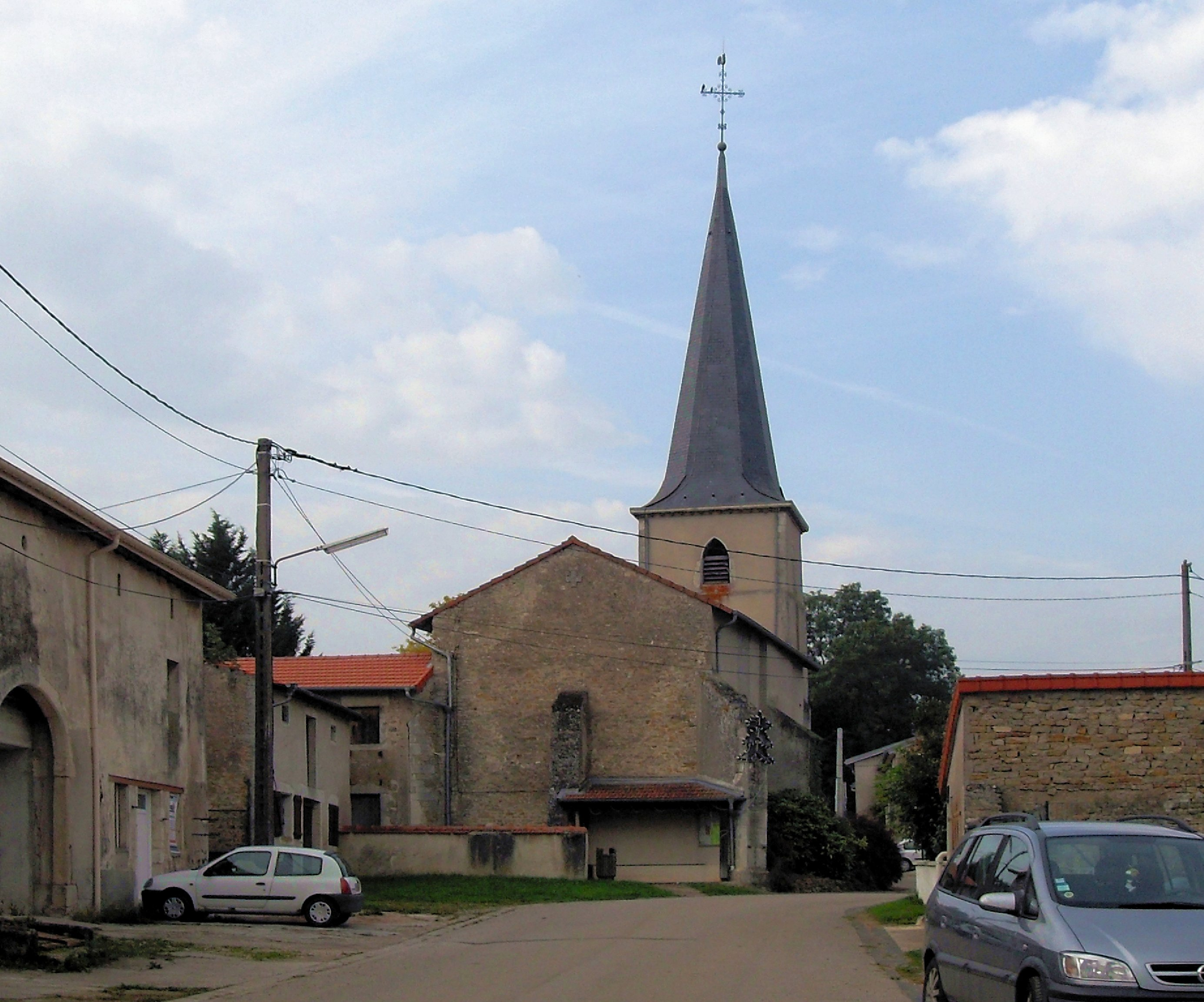
Kirche Saint-Élophe

## Geografie
Clérey-sur-Brenon liegt am Brénon in der Landschaft Saintois, etwa 23 Kilometer südlich von Nancy.
Umgeben wird Clérey-sur-Brenon von den Nachbargemeinden Autrey im Norden, Ceintrey im Nordosten und Osten, Gerbécourt-et-Haplemont im Südosten und Süden, Omelmont im Süden und Südwesten sowie Houdreville im Westen.

## Bevölkerungsentwicklung
| Jahr                       | 1962 | 1968 | 1975 | 1982 | 1990 | 1999 | 2006 | 2019 |
| Einwohner                  | 92   | 70   | 52   | 59   | 49   | 68   | 65   | 63   |
| Quellen: Cassini und INSEE |      |      |      |      |      |      |      |      |

## Sehenswürdigkeiten
- Kirche Saint-Élophe aus dem 13. Jahrhundert
- Kapelle Notre-Dame-de-Pitié aus dem 19. Jahrhundert